# The Ikettes
The Ikettes est un groupe américain composé de femmes, elles jouaient avec Ike Turner et sa femme, la chanteuse Tina Turner. Le duo Ike and Tina Turner, spécialisé dans le rhythm and blues, a connu une renommée nationale dans les années 1960, puis internationale dans les années 1970.

## Carrière

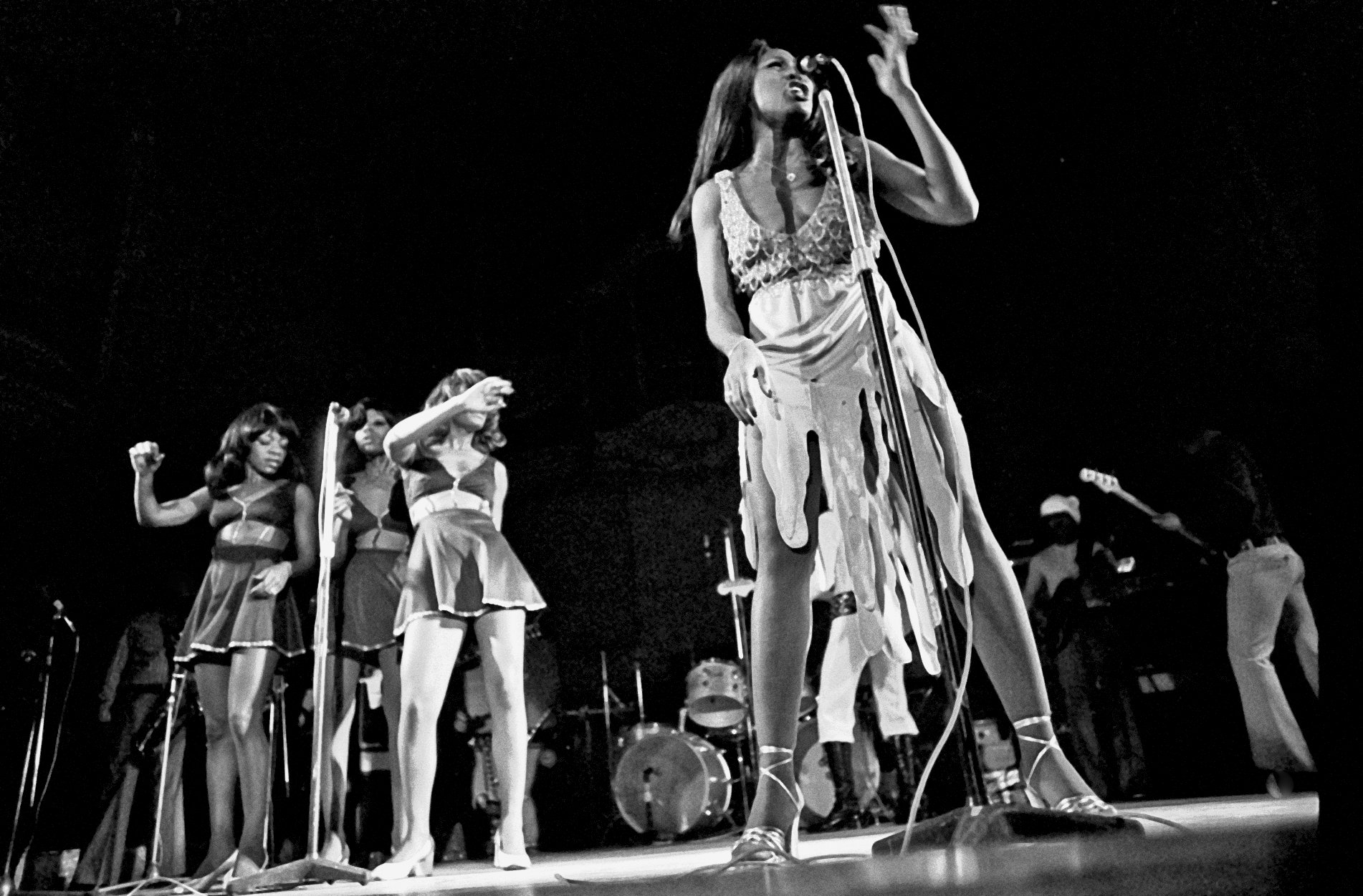
En novembre 1972 avec Tina Turner à droite et P. P. Arnold à gauche.

Ike Turner créé The Ikettes pour remplacer les Artettes, le groupe qui passait avant le groupe the Ike & Tina Turner, en tournée.
Ike Turner trompe ouvertement Tina Turner, avec Ann Thomas, une « Ikette » avec qui il aura un enfant et qu'il épousera en 1981.
En France, cette formation, son apparence vestimentaire et ses chorégraphies, inspirent directement Claude François dès les années 1960, pour ses danseuses Claudettes ou « Clodettes ».

## Discographie

### Singles
- I'm Blue (The Gong-Gong Song)
- (He's Gonna Be) Fine, Fine, Fine
- Can't Sit Down 'Cos It Feels So Good
- Don't Feel Sorry For Me
- Cheater
- Camel Walk
- The Biggest Players
- I'm So Thankful
- The Loco-Motion
- How Come
- You Can't Have Your Cake And Eat It Too
- (Never More) Lonely For You
- Da Do Ron Ron
- Not That I Recall
- Sally Go Round The Roses
- Peaches and Cream
- You're Trying To Make Me Lose My Mind
- I'm Leaving You
- Sha La La
- Crazy In Love
- Your Love Is Mine
- Blue With A Broken Heart aka Blue On Blue
- Pee Wee
- What'cha Gonna Do
- I Do Love You
- Come On And Truck
- Two Timin' Double Dealin'
- I'm Just Not Ready For Love
- Shake A Tail Feather
- Rescue Me

## Membres
- Jo Armstead (1960–c.1964)
- P. P. Arnold
- Bonnie Bramlett
- Esther Jones
- Stonye Figueroa (1969-1974)
- Alesia Butler (1972-1974)
- Tiresia Butler 1972
- Jean Brown[2]
- Denise Ferri
- Mary Brown
- Linda Shuford Jones
- Jean Burks
- Shelly Clark)
- Shirley Alexander
- Yolanda Goodwin
- Martha Graham
- Vera Hamilton
- Eloise Hester
- Brenda Holloway
- Patrice Holloway
- Janice Singleton
- Delores Johnson
- Claudia Lennear
- Charlotte Lewis
- Maxayn Lewis aka Paulette Parker
- Robbie Montgomery
- Pat Powdrill
- Edna Lejeune Richardson
- Vermettya Royster
- Diane Rutherford-Swann
- Gloria Scott
- Linda Sims
- Jessie Smith
- Rose Smith
- Jackie Stanton
- Marquentta Tinsley
- Margaret Ann Thomas
- Marcy Thomas
- Adrienne Williams
- Carlena "Flora" Williams
- Debbie Wilson
- The Stovall Sisters (1967)
- Jeanette Bazzell (1990)
- Audrey Madison-Turner (1990)
- Mary Bennett (1978)
- Randi Love aka Michelle Love (1990)[3],[4],[5]